# Bayonet, No. 4
Das Bayonet, No. 4 war ein Bajonett für das britische Gewehr Lee-Enfield No. 4 und wurde ab 1941 bis 1954 weltweit verwendet.

## Entwicklung
Kurz nach dem Ende des Ersten Weltkrieges, begann das britische Militär einen Ersatz für das alte Bayonet, No. 1, Mk. I zu entwickeln. Nach knapp 20 Jahren und zu Beginn des Zweiten Weltkrieges kamen die Verantwortlichen zu dem Entschluss, dass ein kurzes Dornbajonett die beste Lösung sei. Daraus entwickelte sich das Bayonet, No. 4 Mk. I. Das Design wurde von den schweizerischen Tüllenbajonetten übernommen. Trotzdem war das No. 4 Mk. I ein Rückschritt im Gegensatz zum No. 1 Mk. I, auch wenn viele Vorteile angepriesen wurden. Außer in Russland wurden in den modernen Armeen keine Tüllenbajonette mehr verwendet.

## Versionen

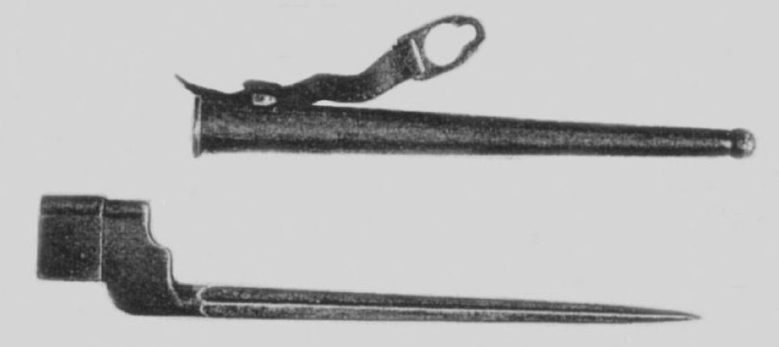
Das Bajonett No. 4 Mk. I mit Scheide aus der deutschen Vorschrift D. 50/1

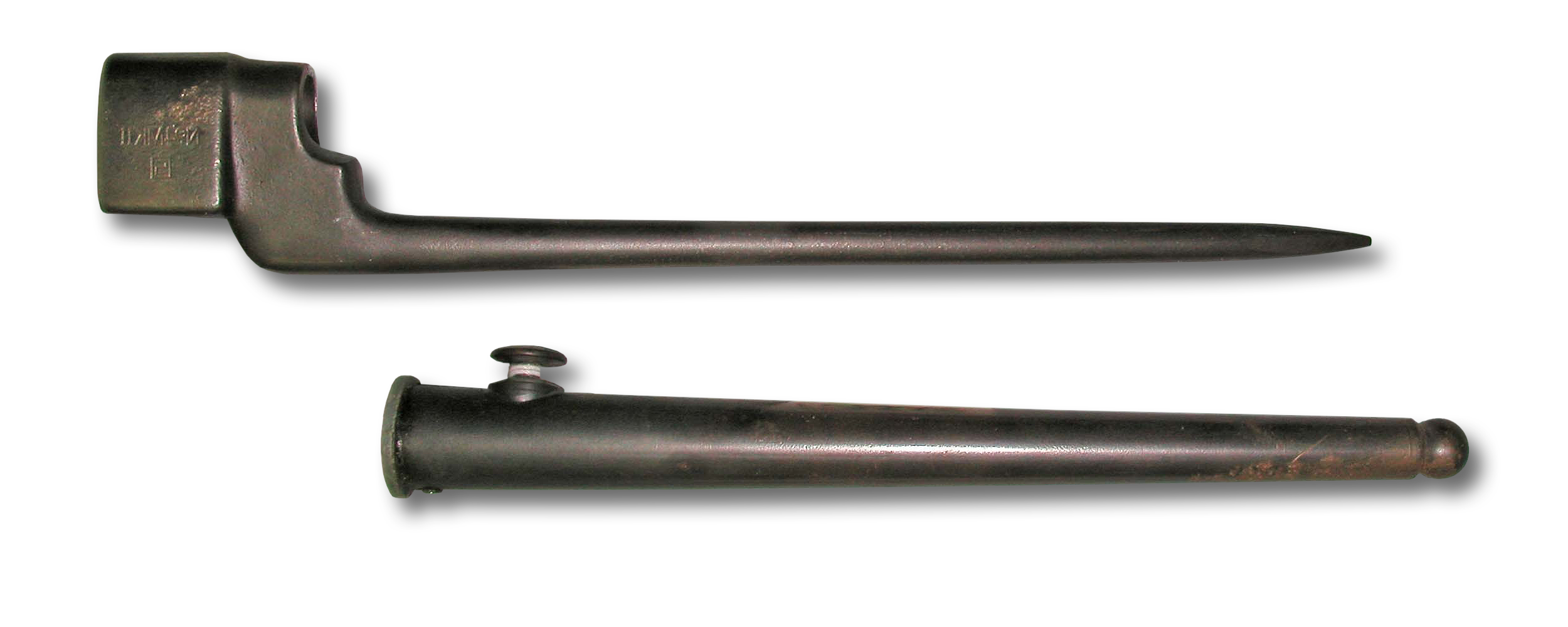
Das Bajonett No. 4 Mk. II mit Scheide

Die erste Version, das Bayonet No. 4 Mk. I, hatte eine sehr hohe Qualität und dementsprechend gab es davon nur wenige Exemplare. Diese wurden ausschließlich im Jahr 1941 von der Firma Singer hergestellt. Die Klinge war markant kreuzförmig. Klinge und Scheide wurden aus einem Stück geschmiedet.
Die zweite Version, das Bayonet No. 4 Mk. II, wurde ab 1942 hergestellt und war gleichzeitig die meistproduzierte Version des No. 4. Dies lässt sich darauf zurückführen, dass das Fräsen der Klinge im Produktionsprozess weggelassen wurde. Damit entfiel die markante kreuzförmige Klinge. Auch hier bestanden die Klinge und die Scheide aus einem geschmiedeten Stück.
Die dritte Version, das Bayonet No. 4 Mk. II*, wurde ebenfalls ab 1942 hergestellt. Hier gab es jedoch die ersten Designanpassungen. Um weiter Kosten zu sparen und die Produktion zu verteilen, wurden nun die Klinge und die Scheide separat hergestellt.
Bei der vierten und letzten Version, das Bayonet No. 4 Mk. III, wurden die Kosten weiter gesenkt. Hier wurde die Scheide nun nicht mehr aus einem einzigen Stück gegossen wurde, sondern aus sieben verschweißten und gestanzten Stahlteilen gefertigt. Dadurch entfiel das Schmieden der Scheide vollständig. Im Jahr 1946 wurde das Mk. III dadurch als veraltet erklärt.

## Produktion
Während des Zweiten Weltkrieges wurden insgesamt um die 5.000.000 Bajonette No. 4 hergestellt. Da das Bajonett sehr leicht zu produzieren war, die britische Regierung jedoch keine freien Produktionskapazitäten hatte, wurden private Unternehmen zur Herstellung des Bajonetts herangezogen. Dazu zählten größtenteils Firmen, die vorher keinerlei Erfahrung in der Waffenproduktion hatten. So zum Beispiel die Singer Manufacturing Company in Clydebank bei Glasgow in Schottland. Normalerweise stellte Singer Nähmaschinen her, war jedoch das erste Unternehmen, welches das neue Bajonett No. 4 produzierte. Singer war auch die einzige Firma, welche das Bayonet No. 4 Mk. I herstellte. Die letzten Bajonette waren vom Typ Mk. II wurden während des Koreakrieges von der Canadian Arsenals, Ltd. hergestellt.
| Hersteller                           | Datum            | Land                       | Produktionszahl  | Versionen    |
| ------------------------------------ | ---------------- | -------------------------- | ---------------- | ------------ |
| Singer Manufacturing Company         | 1941 1942 – 1944 | Schottland, Großbritannien | 75.000 1.141.782 | Mk. I Mk. II |
| Crown corporation Small Arms Limited | 1942 – 1944      | Toronto, Kanada            | 910.000          | Mk. II       |
| Savage-Stevens Co.                   | 1941 – 1942      | Massachusetts, USA         | 1.250.000        | Mk. II       |
| Prince-Smith & Stells                | 1942 – 1945      | Yorkshire, Großbritannien  | 1.057.515        | Mk. II*      |
| Howard & Bullough                    | 1942 – 1943      | Lancashire, Großbritannien | 161.026          | Mk. II*      |
| Lewisham Engineering                 | 1943 – 1945      | London, Großbritannien     | 84.566           | Mk. II*      |
| Baird Manufacturing                  | 1942 – 1944      | Belfast, Nordirland        | 101.103          | Mk. II*      |
| Joseph Lucas Limited                 | 1943             | Birmingham, Großbritannien | 196.200          | Mk. III      |
| Canadian Arsenals, Ltd.              | 1950 – 1953      | Toronto, Kanada            | 5.000            | Mk. II       |

## Einsatz
Hauptnutzer der Bajonette war die britische Armee. Aber auch die neuseeländische Armee nutzte die Bajonette in der 2. neuseeländischen Expeditionstruppe (NZEF). Sie kämpfte als Teil der britischen 8. Armee in Nordafrika und Europa.
In der Wehrmacht führte dieses Bajonett in ihren Listen der Kennblätter fremden Geräts. Hierbei erhielt das Bajonett Mk. I die Bezeichnung Seitengewehr 137 (e) und das Bajonett Mk. II die Bezeichnung Seitengewehr 149 (e).